# Acrophytidae
Die Acrophytidae sind eine Familie der Achtstrahligen Korallen (Octocorallia), die an der Südspitze Afrikas im kühlen Agulhasbecken endemisch vorkommt.

## Merkmale
Wie fast alle Oktokorallen bilden die Arten der Familie Acrophytidae Kolonien, die aus vielen Einzelpolypen mit jeweils acht Tentakeln bestehen. Die Kolonien sind aufrecht stehend, unverzweigt und finger- oder keulenförmig und können äußerlich in einen polypenlosen Stiel und ein mit Polypen besetztes Polyparium unterteilt werden. Die gleichmäßig über die Oberfläche des Polypariums verteilten Polypen sind monomorph. Sie besitzen keine oder nur wenige Sklerite. Die Sklerite an der Oberfläche der Kolonie bestehen überwiegend aus großen Spindeln und Keulen. Sie sind im Stiel in Längsrichtung angeordnet. Um die Basis des Polypen sind sie oft in einer palisadenartigen Formation angeordnet. Im Innern der Kolonie fehlen die Sklerite oftmals, wenn vorhanden haben sie die gleiche Form wie an der Oberfläche. Die Kolonien sind oft auffällig gefärbt; ihre Sklerite sind dagegen farblos. Die Arten der Familie Acrophytidae leben nicht mit Zooxanthellen in einer Endosymbiose und sind dadurch ausschließlich auf planktonische Nahrung angewiesen.

## Gattungen
Zur Familie Acrophytidae gehören drei Gattungen:
- Acrophytum Hickson, 1900
- Lampophyton Williams, 2000
- Pieterfaurea Verseveldt & Bayer, 1988